# The Stretchers
The Stretchers (ストレッチャーズ, Sutoretchāzu) est un jeu vidéo d'action et de réflexion édité par Nintendo et développé par Tarsier Studios avec l'aide de Nintendo Software Technology. Il est sorti en 2019 sur Nintendo Switch.

## Système de jeu
The Stretchers est un jeu d'action et de réflexion dans lequel deux personnages doivent coopérer afin de transporter des patients sur une civière, chaque personnage tenant une extrémité. Chaque joueur contrôle un des personnages et doit se coordonner dans le but de sauver le plus de personnages victimes d'étourdissements. Ils doivent d'abord se rendre sur les lieux en conduisant une ambulance et éviter des obstacles qui se tiennent sur la route.

## Commercialisation
Le jeu est publié le 8 novembre 2019 sur l'eShop de la Nintendo Switch sans aucune annonce de Nintendo au préalable.